# Kim Jae-hwa
Kim Jae-hwa (en hangul, 김재화; 1 de septiembre de 1980) es una actriz surcoreana.

## Carrera
En 1999 debutó como actriz teatral, diez años más tarde debutó en cine con la película Harmonía como una corista, y en 2012 se unió al elenco de As One como la campeona de tenis de mesa Deng Yaping.
A partir de septiembre de 2018 se unió al elenco del programa Real Men 300.

## Filmografía

### Series de televisión
| Año     | Título                       | Papel                                              | Canal    | Notas               | Ref.          |
| ------- | ---------------------------- | -------------------------------------------------- | -------- | ------------------- | ------------- |
| 2012    | What is Mom?                 |                                                    | MBC      |                     | [ 6 ]         |
| 2012    | The Innocent Man             | Mujer japonesa                                     | MBC      |                     |               |
| 2013    | Heartless City               | Park Eun-ae                                        | JTBC     |                     | [ 7 ]         |
| 2014    | Cunning Single Lady          | Oh Bang-soon                                       | MBC      |                     | [ 7 ]         |
| 2014    | The Idle Mermaid             | Kim Woo Sun                                        | tvN      |                     |               |
| 2015    | Sense 8                      |                                                    | Netflix  |                     |               |
| 2015    | D-Day                        | Kim Hyun-Sook                                      | JTBC     |                     |               |
| 2016    | Uncontrollably Fond          | Kim Bong-Sook                                      | KBS2     |                     | [ 6 ]         |
| 2016    | Fantastic                    | Jo Mi-sun, amiga de Lee So-hye y Baek Sul          | JTBC     |                     | [ 6 ]         |
| 2016    | Una mujer casada             | Agente de bienes raíces / planificadora de la boda | SBS Plus |                     |               |
| 2017    | Good Manager                 | Na Hee-yong                                        | KBS2     |                     | [ 6 ]         |
| 2017    | The Happy Loner              | Enfermera                                          | KBS2     |                     |               |
| 2017    | Generación de chicas         | Instructora                                        | KBS2     |                     |               |
| 2017    | Tribunal de brujas           | Song Min-young                                     | KBS2     |                     |               |
| 2018    | Secret Mother                | Kang Hye-kyung                                     | SBS      |                     | [ 8 ]         |
| 2018    | Room No. 9                   | Kam Mi-ran                                         | tvN      |                     | [ 9 ]         |
| 2018-19 | My Strange Hero              |                                                    | SBS      |                     |               |
| 2019    | Pegasus Market               | Esposa de Jeong Bok-dong                           | tvN      | (ep. 1, 3, 5, 12)   |               |
| 2019    | Extraordinary You            | Maestra de clases de arte                          | MBC      | (ep. 3, 12, 24, 26) |               |
| 2020    | Oh, mi bebé                  | Shin Jung-hwa, editora de "The Baby"               | tvN      |                     | [ 6 ]         |
| 2020    | To All The Guys Who Loved Me | Ama de llaves Kim                                  | KBS2     | (ep. 11-12)         |               |
| 2020    | Birthcare Center             | Kwon Young-mi                                      | tvN      | (ep. 6)             | [ 6 ]         |
| 2020    | True Beauty                  | Maestra de Música                                  | tvN      | (ep. 5)             | [ 6 ]         |
| 2020    | El amor es la meta           | Yoo Gang sun / Julie Yeom                          | JTBC     | (ep. 8-9)           | [ 6 ]         |
| 2022    | Why Oh Soo-jae?              | Jo Kang-ja                                         | SBS      |                     | [ 10 ]        |
| 2022    | Cleaning Up                  | Maeng Soo-ja                                       | JTBC     |                     | [ 11 ]        |
| 2022    | Besos y presagios            | Cho Seon-hee                                       | Disney+  |                     | [ 12 ]        |
| 2022    | The Law Cafe                 | Geum                                               | KBS2     | Aparición especial  | [ 13 ]        |
| 2024    | La jueza del infierno        | Jang Myeong-sook                                   | SBS      |                     | [ 14 ] [ 15 ] |
| 2024-25 | El cuento de la dama Ok      | Maxim                                              | JTBC     |                     | [ 16 ] [ 17 ] |

### Cine
| Año  | Título                        | Papel                           | Notas                     | Ref.          |
| ---- | ----------------------------- | ------------------------------- | ------------------------- | ------------- |
| 2005 | Cathy Blues                   | Park Young Sook                 | Cameo                     |               |
| 2010 | Harmony                       | Kwon Dal-nyeo                   |                           |               |
| 2010 | The Yellow Sea                |                                 |                           |               |
| 2011 | Quick                         |                                 |                           |               |
| 2011 | Countdown                     |                                 |                           |               |
| 2012 | Love Fiction                  | Ma-yi                           |                           |               |
| 2012 | LOVE CALL                     |                                 |                           |               |
| 2012 | As One                        | Deng Yaping                     |                           | [ 7 ]         |
| 2012 | Traffickers                   | Gong Choon-ja                   |                           | [ 7 ]         |
| 2013 | Fasten Your Seatbelt          | Kim Hwal-ran                    |                           | [ 7 ]         |
| 2014 | Apostle                       |                                 |                           | [ 7 ]         |
| 2014 | Mourning Grave                | Fantasma                        |                           |               |
| 2014 | Manhole                       | Trabajadora social              |                           |               |
| 2014 | Entangled                     | Myung-ja                        |                           |               |
| 2014 | Set Me Free                   | Madre de Young-jae              |                           |               |
| 2014 | The Royal Tailor              | Ji-mil                          |                           |               |
| 2014 | How to Steal a Dog            | Profesora                       |                           |               |
| 2015 | Chronicle of a Blood Merchant | Enfermera en la clínica Jejoong |                           |               |
| 2015 | Shoot Me in the Heart         | Princesa Buckingham             |                           |               |
| 2015 | Salut D’Amour                 | Señora Wang                     |                           | [ 18 ]        |
| 2015 | Summer Snow                   | Choi Mi-yeon                    |                           |               |
| 2015 | A Dramatic Night              |                                 |                           |               |
| 2018 | Microhabitat                  | Choi Jeong-mi                   |                           |               |
| 2019 | Idol                          | Soo-ryeon                       |                           |               |
| 2020 | Pawn                          | Señora Jeong                    |                           | [ 19 ]        |
| 2021 | Escape from Mogadishu         | Jo Soo-jin                      |                           |               |
| 2021 | Sinkhole                      | Kyung-mi                        |                           |               |
| 2021 | Short Bus                     |                                 | Cortometraje              | [ 20 ]        |
| 2021 | Romance Without Love          | Editora jefe                    |                           |               |
| 2022 | Honest Candidate 2            | Rim Seon-hee                    | Aparición especial        |               |
| 2023 | Boksoon debe morir            | Madre de Yoo Cheol-woo          | Aparición especial        | [ 21 ]        |
| 2023 | Smugglers                     | Una haenyeo                     |                           | [ 22 ]        |
| 2023 | Extreme Festival              | Hye-soo                         | Primer papel protagonista | [ 23 ]        |
| 2023 | Beautiful Woman               | Kumiko                          |                           | [ 24 ] [ 25 ] |
| 2024 | Para ella                     | Sang-yeon                       | Protagonista              | [ 26 ]        |
| 2024 | I, the Executioner            | Buti Samo                       |                           | [ 27 ]        |

### Programas de variedades
| Año  | Título                               | Función  | Notas   | Ref.   |
| ---- | ------------------------------------ | -------- | ------- | ------ |
| 2021 | Unexpected Business (Boss by Chance) | Invitada |         | [ 28 ] |
| 2021 | Running Man                          | Invitada | Ep. 540 |        |

## Premios y nominaciones
| Año  | Premio                        | Categoría                                         | Trabajo nominado        | Resultado | Ref.          |
| ---- | ----------------------------- | ------------------------------------------------- | ----------------------- | --------- | ------------- |
| 2018 | 18th MBC Entertainment Awards | Premio a la excelencia en programas de variedades | Real Men 300            | Ganadora  | [ 29 ]        |
| 2022 | 58th Baeksang Arts Awards     | Mejor actriz de reparto                           | Escape from Mogadishu   | Nominada  | [ 30 ] [ 31 ] |
| 2022 | Wildflower Film Awards        | Mejor actriz de reparto                           | Action Hero             | Ganadora  | [ 32 ]        |
| 2025 | 61.os Premios Baeksang Arts   | Mejor actriz de reparto (televisión)              | El cuento de la dama Ok | Pendiente | [ 33 ] [ 34 ] |